# All Creatures Great and Small
All Creatures Great and Small é uma série de televisão britânica produzida pela BBC e exibida em 7 temporadas, de 1978 a 1990. No Brasil, a série foi exibida pelo canal Animal Planet com o nome de Criaturas Grandes e Pequenas. Em Portugal, a série foi exibida pela RTP com o nome Veterinário de Província.
A série é baseada nas histórias semi-autobiográficas de James Herriot, pseudônimo de James Alfred Wight, também conhecido como Alf Wight (1916-1995), um veterinário inglês.
A trama acontece na pequena localidade inglesa de Darrowby, fictício nome de Thirsk, Hambleton, distrito de North Yorkshire. As histórias  abordam a vida particular e profissional do veterinário James Herriot nas décadas de 1930 e 1940.

## Elenco
- Christopher Timothy como James Herriot
- Robert Hardy como Siegfried Farnon
- Carol Drinkwater como Helen Herriot (temporadas 1-3 e especiais)
- Lynda Bellingham	como Helen Herriot (temporadas 4-7)
- Peter Davison como Tristan Farnon
- Mary Hignett como Sra. Edna Hall
- John McGlynn como Calum Buchanan
- Andrea Gibb como Deirdre McEwan
- Margaretta Scott como Sra. Pumphrey